# Gabriel Guist'hau

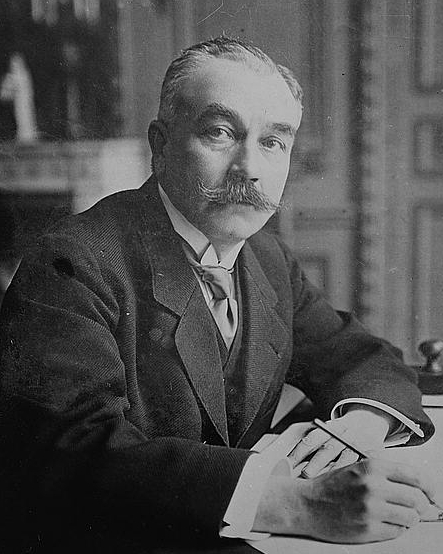
Gabriel Guist'hau

Gabriel Guist'hau (Saint-Pierre, Réunion 22 september 1863 - Nantes 27 november 1931) was een Frans politicus.
Gabriel Guist'hau werd geboren op het eiland Réunion. Hij kwam naar Frankrijk en studeerde rechten in Nantes. Van 17 mei 1908 tot 16 december 1910 was hij burgemeester van Nantes. In 1910 werd hij voor de Alliance Républicaine Démocratique (ARD, Democratische Republikeinse Alliantie) in de Kamer van Afgevaardigden (Chambre des Députés) gekozen (tot 1924). Hij vertegenwoordigde het departement Loire-Inférieure.
Gabriel Guist'hau was van 3 november 1910 tot 2 maart 1911 staatssecretaris van Marine in het kabinet-Briand II. Nadien was hij meerdere malen minister:
- Minister van Onderwijs en Schone Kunsten van 14 januari 1912 tot 21 januari 1913 in het kabinet-Poincaré I
- Minister van Handel en Industrie van 21 januari tot 22 maart 1913 in de kabinetten-Briand III en IV
- Minister van Marine van 16 januari 1921 tot 15 januari 1922 in het kabinet-Briand VII

Gabriel Guist'hau droeg als minister van Marine droeg hij bij aan de reconstructie van de Franse marine.
Hij overleed op 68-jarige leeftijd in Nantes.
- Bibliothèque nationale de France: cb148975559 (data)
- International Standard Name Identifier: 0000 0003 7129 757X
- Base Léonore: LH//1248/19
- Système universitaire de documentation: 243546122
- Virtual International Authority File: 250833311